# Grimpa-soques estriat
El grimpa-soques estriat (Xiphorhynchus obsoletus) és una espècie d'ocell de la família dels furnàrids (Furnariidae) que habita la selva humida, sovint a prop de l'aigua, a l'est de Colòmbia, sud de Veneçuela, Guaiana, est de l'Equador i del Perú, nord de Bolívia i oest amazònic del Brasil.

## Descripció
És un grimpa-soques mida mitjana. La característica més òbvia és el bec bastant recte i pàl·lid i les ratlles de color camussa al cap, l'esquena i el pit. Sol viure als boscos fluvials i de vàrzea, generalment als nivells baixos i mitjans. De vegades segueix un ramat d'espècies mixtes. Emet un tril ascendent força dur que és fàcil per identificar.
Tot i que és una espècie molt estesa, pateix de la fragmentació de l'hàbitat i la desforestació del bosc de l'Amazones.